# 胸光虹燈魚
胸光虹灯鱼（学名：Bolinichthys photothorax）为輻鰭魚綱燈籠魚目灯笼鱼科虹灯鱼属的鱼类。分布於大西洋及印度洋海域，屬深海魚類，深度可達40-750公尺，本魚背鰭軟條12-14枚;臀鰭軟條13-15枚，體長可達7.3公分。

## 扩展阅读
維基物種上的相關：胸光虹灯鱼